# Designhögskolan i Umeå
Designhögskolan vid Umeå universitet eller Umeå Institute of Design är en designhögskola som vilar på konstnärlig grund och hör till Umeå universitets teknisk-naturvetenskapliga fakultet. Högskolan är belägen på Konstnärligt campus vid Umeälvens strand i centrala Umeå.
Designhögskolan i Umeå grundades 1989, i samband med att Bengt Palmgren utsågs till professor i industriell design. Palmgren, som åren 1990–2003 var högskolans prefekt och sedan rektor fram till pensioneringen 2010, införde  en utbildningsstruktur med 3 års utbildning i ett kandidatprogram med möjlighet till 2 års påbyggnad inom tre masterprogram. 
I Sveriges Televisions dokumentärfilm Hela världen i en designskola från 2015 följer regissören Mattias Löw en grupp internationella industridesign-studenter vid Designhögskolan i Umeå under ett studieår.

## Utbildning
Varje år antas 12–15 studenter till den 3-åriga och svenskspråkiga kandidatutbildningen i industridesign. Som påbyggnad finns tre 2-åriga masterprogram i transportdesign, produktdesign och interaktionsdesign, som alla hålls på engelska och är öppna för internationella studenter.

## Forskning
Designhögskolan är en av få designskolor i Sverige som, sedan år 2000, erbjuder forskarutbildning i industridesign. Den fyraåriga forskarutbildningen ges på engelska och är öppen för studenter med minst masterexamen industridesign eller motsvarande.
Den första avhandling som lades fram vid Designhögskolan, hösten 2012, var Camille Mousettes Sketching Haptics: Sketching Perspectives for the Design of Haptic Interactions (Svensk titel: Att skissa i haptik: skissperspektiv för haptisk interaktionsdesign), som behandlar effekterna av beröring; hur saker känns.

### Forskningsprojekt
Åren 2018–2021 driver professor Johan Redström och forskassistent Heather Wiltse med stöd från Marianne och Marcus Wallenbergs Stiftelse projektet Design Philosophy for Things that Change, där de undersöker hur vi tar till oss, använder och förstår digitala produkter.

## Byggnaden
Skolans verksamhet startades 1989 med tolv studenter och tre anställda i ett nedlagt och renoverat elektrisk ställverk (byggt 1926), tidigare tillhörande Umeå träsliperi. Redan från starten projekterades en fyra gånger större huvudbyggnad för att i ateljéer och verkstäder husera 48 studenter och ett tiotal anställda, som då var Designhögskolans planerade fulla dimension. Den nya lägre huvudbyggnaden (färdigställd 1992) ritades av arkitekt Olle Qvarnström och byggdes ihop med ställverket, men har sedan byggts ut i flera omgångar när verksamheten expanderat. Sedan våren 2012 är Designhögskolan via en restaurang i suterrängnivå sammanlänkad med de flesta av byggnaderna på Konstnärligt Campus: Arkitekthögskolan (färdigställd 2010), Konsthögskolan (2012), Bildmuseet (2012) och Humlab-X (2012).

## Internationell uppmärksamhet
Skolan är internationellt erkänd och den enda i Skandinavien som tagits med alla tre år (2006, 2007 och 2009) då tidningen BusinessWeek rankat de bästa designutbildningarna i världen. År 2010 utsågs Designskolan också till en av världens 18 mest prestigefulla designskolor. År 2011 rankades skolan som den näst bästa designutbildningen i området Europa, Nordamerika och Sydamerika av Red Dot Institute. År 2012 tog man steget upp till förstaplatsen i samma rankning – en placering man behållit såväl 2013 som 2014. År 2013 vann man amerikanska IDEA, International Design Excellence Awards 2013, före skolor från Kina, USA och Storbritannien.
Åren 2016  och 2017 har Designhögskolan rankats som bästa designutbildning i världen av både Red Dot Institute och International Forum Design (IF) År 2021 toppade Designhögskolan Red Dot Designs rankning för sjätte året i rad. Hösten 2024 toppade Designhögskolan Red Dot-rankningen för nionde året i rad.